# G29
 (octobre 2024).
Le G29, ou Groupe de travail Article 29 sur la protection des données (en anglais Article 29 Data Protection Working Party, abrégé en WP29), est un ancien organe consultatif de l'Union européenne indépendant sur la protection des données et de la vie privée. Son organisation et ses missions sont définies par les articles 29 et 30 de la directive 95/46/CE, dont il tire sa dénomination, et par l'article 14 de la directive 97/66/CE.
À compter de l'entrée en application du Règlement général sur la protection des données (RGPD) en mai 2018, il est remplacé par le Comité européen de la protection des données.

## Principales missions
- Conseiller la Commission européenne et lui donner un avis autorisé, sur toute mesure communautaire ayant une incidence sur les droits et libertés des personnes physiques à l'égard du traitement des données à caractère personnel et de la protection de la vie privée.
- Promouvoir une application uniforme des directives européennes au moyen de la coopération entre les autorités de contrôle de la protection des données.
- Émettre des recommandations, des règles d'entreprise contraignantes, destinées au grand public.

## Histoire

### Rapports
Le 5 décembre 2007, le G29 a rendu un rapport concernant la proposition de décision-cadre du Conseil européen au sujet des données des dossiers passagers (PNR).

### Cessation d'activité et remplacement
À compter du 25 mai 2018, date à laquelle le règlement 2016/679 du 27 avril 2016 sur la protection des données (RGPD) devient applicable, le groupe de travail de l'article 29 est dissous et remplacé par le Comité européen de la protection des données (CEPD).
Le CEPD dispose d'un nouveau site web, mais les avis, guides pratiques, préconisations et autres ressources publiées par le G29 demeurent archivées pour la période 1997-2016.

## Organisation et gouvernance

### Organisation
Le G29 se compose :
- d'un représentant de l'autorité de contrôle désignée par chaque État membre ;
- d'un représentant de l'autorité mise en place pour les institutions et organes de l'UE ;
- d'un représentant de la Commission européenne[4],[5].

### Présidences
- 2008-2010 : Alex Türk, président de la Commission nationale de l'informatique et des libertés (CNIL) en France.
- 2010-2014 : Jacob Kohnstamm, président de l'autorité néerlandaise pour la protection des données.
- 2014-2018 : Isabelle Falque-Pierrotin, présidente de la CNIL en France.
- 2018 : Andrea Jelinek, présidente de l'autorité autrichienne pour la protection des données[6], jusqu'en mai 2018 où le G29 deviendra le CEPD[7].